# Tsaritsyno
Tsaritsyno (Муниципальный округ Царицыно) est un district administratif du district administratif sud de Moscou, existant depuis 1991.
L'origine de son nom actuel date de 1775. Auparavant Tsaritsyno était connu sous plusieurs autres toponymes : la friche Tchernogriaznaïa (dès 1589), Tchernaïa Griaz (de 1612 à 1683-1684), Bogorodskoïe (après 1684) et Lenino (du 28 septembre 1918 à août 1991). 
Tsaritsyno accueille des monuments tels que le palais  de Tsaritsyno ou le parc Archinovski.

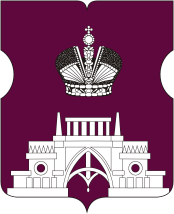
Armes du district
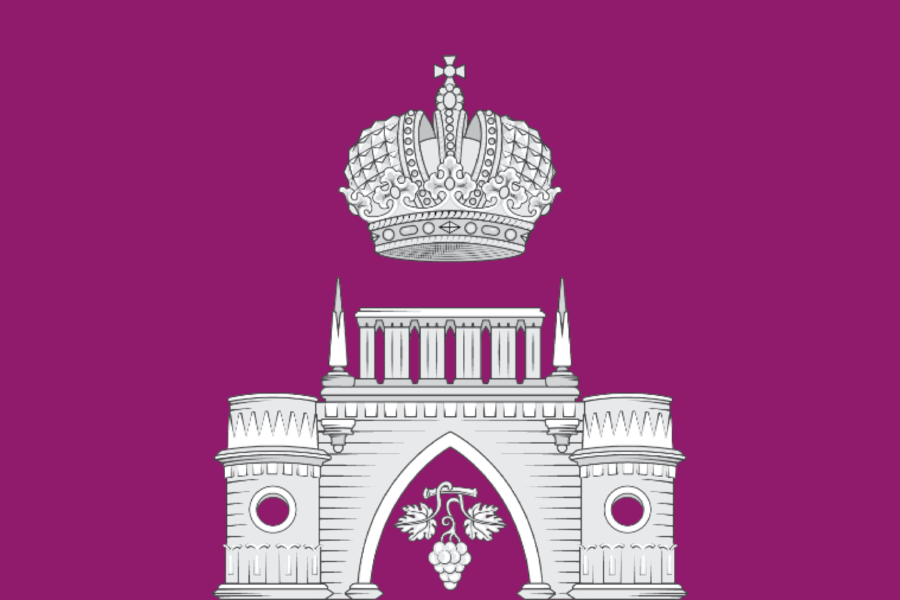
Drapeau du district